# Scolelepis hutchingsae
Scolelepis hutchingsae är en ringmaskart som beskrevs av Dauer 1985. Scolelepis hutchingsae ingår i släktet Scolelepis och familjen Spionidae. Inga underarter finns listade i Catalogue of Life.